# Monarchie tuvaluane
La monarchie tuvaluane est le régime politique en vigueur aux Tuvalu, dont le chef d'État est un monarque désigné selon le principe héréditaire. L'actuel monarque tuvaluan est le roi Charles III, qui est également le souverain de quatorze autres royaumes appelés royaumes du Commonwealth. Comme le monarque ne demeure pas aux Tuvalu, il délègue ses fonctions à un gouverneur général (actuellement Sir Tofiga Vaevalu Falani, depuis le 29 septembre 2021).
Le chef de l'État est reconnu dans l'article 50 de la Constitution des Tuvalu comme un symbole de l'unité et de l'identité des Tuvalu. Les pouvoirs du chef de l'État sont énoncés à l'article 52 (1) de la Constitution. La partie IV de la Constitution confirme que la reine Élisabeth II est le chef de l'État en tant que reine des Tuvalu et prévoit les règles de succession au trône.
Conformément à l'article 54 de la Constitution, le gouverneur général des Tuvalu représente le monarque dans le pays. L'article 58 prévoit que le gouverneur général exerce les fonctions de chef d'État, lorsque le souverain se trouve hors des Tuvalu ou est frappé d'incapacité. Le gouverneur général est nommé par le roi sur l'avis du Premier ministre des Tuvalu.

## Aspects internationaux et nationaux

### Royaume du Commonwealth
Le monarque des Tuvalu a la particularité de régner sur un total de quinze royaumes, appelés royaumes du Commonwealth, dont le Royaume-Uni, ce qui signifie que la monarchie tuvaluane a un caractère à la fois distinct et partagé,. En effet, il s'agit d'États souverains indépendants les uns des autres. La monarchie est donc une institution exclusivement tuvaluane, bien qu'elle soit souvent assimilée à la monarchie britannique dans le langage journalistique et courant pour des raisons historiques, politiques et de commodité. En tant que chef de l'État des Tuvalu, le souverain agit uniquement sur avis des ministres de la Couronne tuvaluans. Depuis l'accession du pays à l'indépendance (1978), le gouvernement du Royaume-Uni ne peut conseiller le monarque sur les questions relatives aux Tuvalu.
Compte tenu de ces dispositions, il est considéré comme impossible pour le monarque des Tuvalu d'envoyer un ambassadeur dans un pays dont il est également le monarque, ce qui reviendrait à envoyer un ambassadeur à lui-même. Au lieu de cela, des hauts-commissaires représentent un gouvernement du Commonwealth auprès d'un autre. Concernant les seuls royaumes du Commonwealth, l'État des Tuvalu ne possède un haut-commissaire qu'en Nouvelle-Zélande tandis que ses représentations diplomatiques en Australie et au Royaume-Uni sont confiées à des consuls honoraires. Un haut-commissaire est également nommé aux Fidji, qui sont une république du Commonwealth.

### Titre du roi
Charles III possède officiellement un titre différent dans chacun de ses royaumes. Le titre du roi aux Tuvalu est le suivant :
« Charles the Third, by the Grace of God, King of Tuvalu and of His other Realms and Territories, Head of the Commonwealth. »
« Charles Trois, par la grâce de Dieu, roi des Tuvalu et de ses autres royaumes et territoires, chef du Commonwealth. »

### Succession au trône

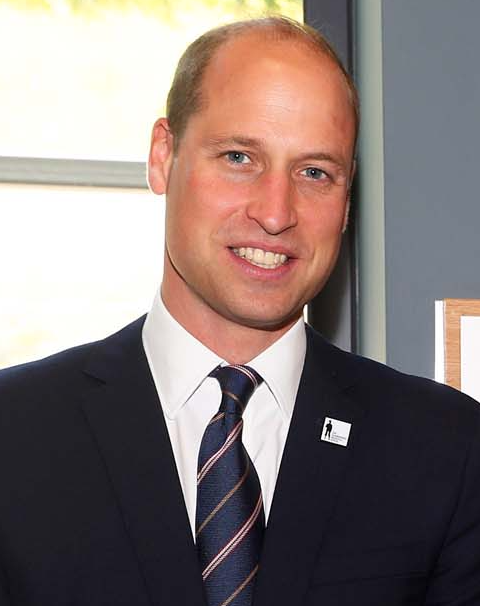
Le prince William, héritier du trône tuvaluan (2021).

L'article 13 de l'annexe 1 de la Constitution des Tuvalu indique que tout monarque du Royaume-Uni sera considéré comme monarque des Tuvalu, à moins qu'une loi du Parlement tuvaluan ne modifie cette section de la Constitution. Ainsi, contrairement à certains royaumes, l'État des Tuvalu s'en remet à la loi britannique pour déterminer l'ordre de succession au trône. La succession se fait par primogéniture absolue ; elle est régie par l'Acte d'Établissement (1701), la Déclaration des droits (1689) et l'Acte de succession à la Couronne (2013). Le prince William, prince de Galles, est donc l'hériter du trône des Tuvalu en sa qualité d'héritier du trône britannique. En outre, bien que ces lois constitutionnelles telles qu'elles s'appliquent aux Tuvalu restent sous le contrôle du Parlement britannique, le statut de Westminster de 1931 dispose que toute modification des règles de succession doit recevoir le consentement unanime des royaumes du Commonwealth.

## Personnification de l'État

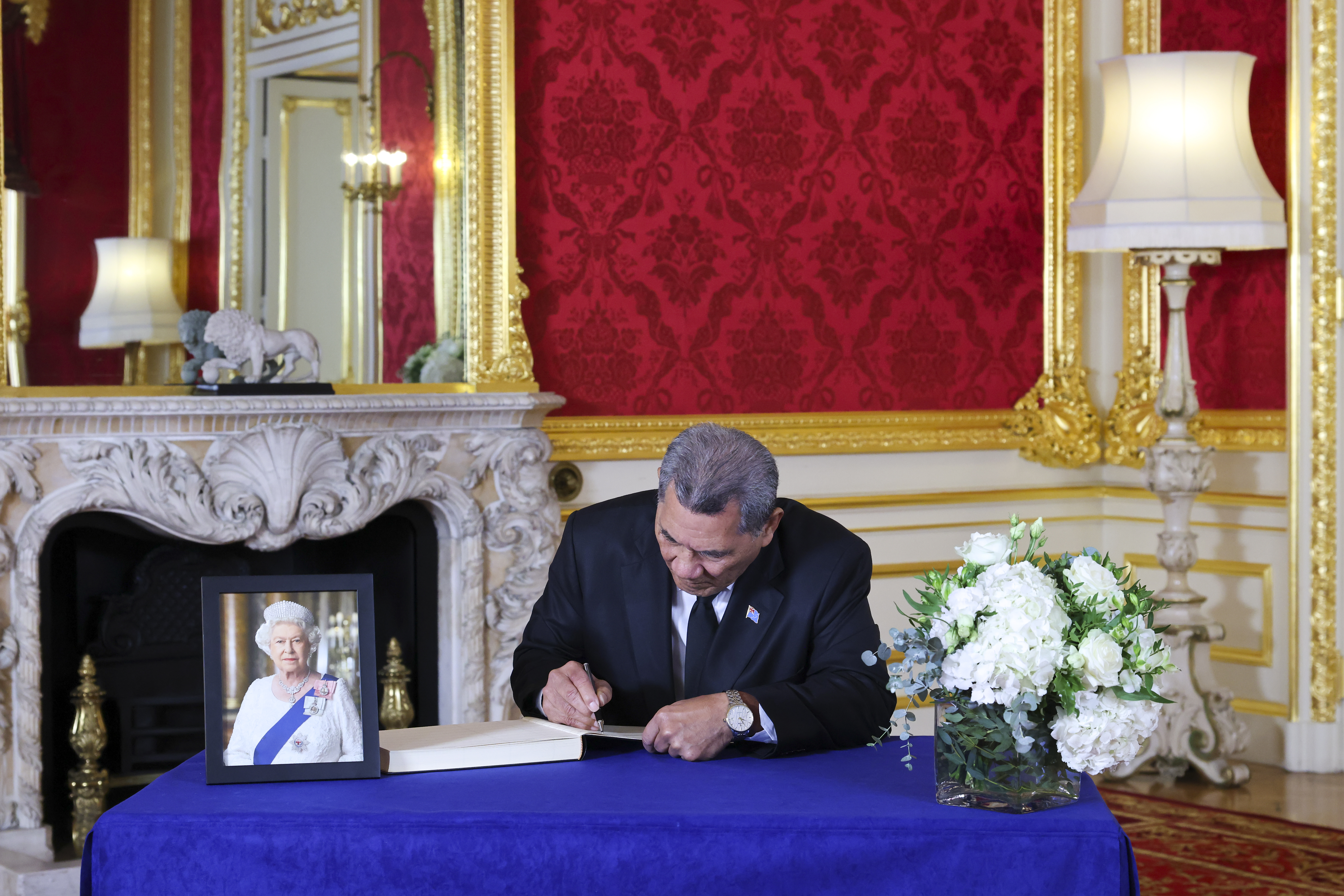
Le Premier ministre des Tuvalu Kausea Natano signant à Lancaster House le livre de condoléances après la mort de la reine Élisabeth II (2022).

En tant qu'incarnation vivante de la Couronne, le monarque est considéré comme la personnification de la Nation tuvaluane. Cela est confirmé dans l'article 50 de la Constitution des Tuvalu qui stipule que le chef de l'État est reconnu comme « un symbole de l'unité et de l'identité des Tuvalu ». Les pouvoirs du chef de l'État sont énoncés à l'article 52 (1) de la Constitution.
En outre, le serment d'allégeance se rapporte au monarque en tant qu'incarnation des Tuvalu. Le serment d'allégeance aux Tuvalu est : « I, (name), do swear (or solemnly affirm) that I will be faithful and bear true allegiance to the Sovereign of Tuvalu. (So help me God) ».

## Rôle constitutionnel
Le préambule de la Constitution des Tuvalu contient la proclamation suivante : « Le peuple des Tuvalu affirme ici son allégeance à Sa Très Excellente Majesté la reine Élisabeth II, ainsi qu'à ses héritiers et successeurs », tandis que l'article 48 (1) de cette Constitution affirme : « Sa Majesté la reine Élisabeth II, par la grâce de Dieu, reine du Royaume-Uni de Grande-Bretagne et d'Irlande du Nord et de ses autres royaumes et possessions, chef du Commonwealth, défenseur de la foi, ayant gracieusement consenti à la requête du peuple des Tuvalu, est la souveraine des Tuvalu et, en accord avec cette Constitution, est le chef de l'État ».

### Pouvoirs exécutif et législatif
Le roi des Tuvalu est théoriquement investie des pouvoirs d'un monarque constitutionnel, mais dans les faits, tous ces pouvoirs sont exercés par son représentant, le gouverneur général des Tuvalu, qui agit uniquement sur avis du Parlement et du Cabinet. Ainsi, comme les autres royaumes du Commonwealth, les Tuvalu sont une monarchie parlementaire basée sur le système de Westminster, dans lequel le chef de l'État joue un rôle purement nominatif. Certains pouvoirs restent néanmoins propres au roi (par exemple, donner la sanction royale à la nomination du gouverneur général). En outre, le roi des Tuvalu n'intervient jamais directement dans les affaires politiques du pays. Les articles 50 à 53 de la Constitution explicitent les fonctions du monarque tuvaluan, qui doit agir en conformité avec les recommandations de ses ministres.
Tous les pouvoirs exécutifs des Tuvalu reposent sur le souverain. Toutes les lois tuvaluanes ne sont promulguées qu'avec la sanction royale, octroyée par le gouverneur général au nom du souverain. Des proclamations sont requises pour tous les actes du Parlement, généralement accordées ou refusées par le gouverneur général.
La personnalité juridique de l'État est désignée sous le nom de « Sa Majesté le roi du chef des Tuvalu » (en anglais : His Majesty the King in Right of Tuvalu).

### Pouvoir judiciaire
Au sein des royaumes du Commonwealth, le souverain est chargé de rendre la justice à tous ses sujets, et est donc traditionnellement considéré comme la source de la justice. Aux Tuvalu, les infractions pénales sont légalement considérées comme des infractions contre le monarque, et les procédures pour les actes criminels sont engagées en son nom, sous la forme rex versus [nom] (rex étant le mot latin pour « roi »). La common law considère que le souverain « ne peut pas faire de mal » ; le monarque ne peut pas être poursuivi devant ses propres tribunaux pour des infractions pénales. La plus haute juridiction des Tuvalu est le Comité judiciaire du Conseil privé à Londres.
Le monarque tuvaluan, sur l'avis du Cabinet des Tuvalu, dispose également de la « prérogative royale de clémence », et peut gracier les infractions contre la Couronne, que ce soit avant, pendant ou après un procès. L'exercice de cette prérogative est décrit dans l'article 80 de la Constitution.

## Rôle culturel
L'anniversaire officiel du roi est un jour férié aux Tuvalu. Aux Tuvalu, il est généralement célébré le deuxième samedi du mois de juin. Les Tuvaluans le célèbrent par des services religieux et des prières, des chants comme God Save The King et Tuvalu mo te Atua, le lever du drapeau, des discours publics, un salut royal et une parade. Comme l'anniversaire du roi est un jour férié, tous les bureaux du gouvernement, les institutions éducatives et la plupart des entreprises sont fermés pour la journée,.

### Politique étrangère
Tous les passeports tuvaluans sont émis au nom du monarque des Tuvalu.

### Distinctions honorifiques

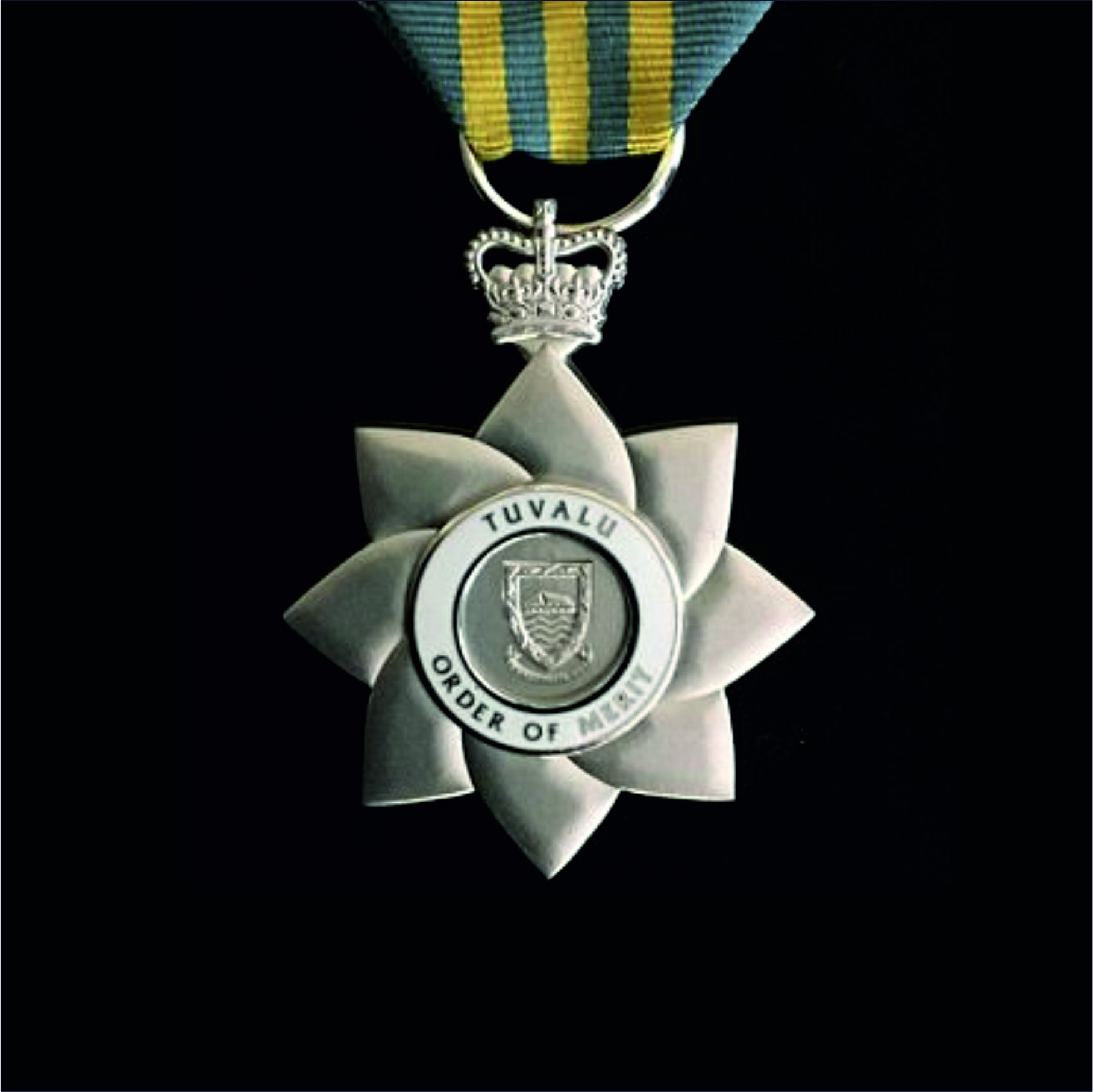
Insigne de l'ordre du Mérite.

Au sein des royaumes du Commonwealth, le monarque est considéré comme le fons honorum (source d'honneurs). De même, le souverain, en tant que monarque des Tuvalu, confère des récompenses et des honneurs aux Tuvalu en son nom. La plupart d'entre eux sont décernés sur l'avis du gouvernement de Sa Majesté,,.

### Force de police des Tuvalu
La Couronne est au sommet de la Force de police des Tuvalu. Elle se reflète dans les navires de patrouille des Tuvalu, qui portent le préfixe HMTSS, c'est-à-dire His Majesty's Tuvalu Surveillance Ship.
En vertu de l'article 159 (5) de la Constitution des Tuvalu, le chef de la Force de police est nommé par le souverain, conformément à l'avis de la Commission du service public après consultation du Cabinet des Tuvalu. En outre, chaque membre de la Force de police des Tuvalu doit prêter serment d'allégeance au roi, lors de son enrôlement.

### Visites royales
La reine Élisabeth II s'est rendue une seule fois aux Tuvalu, en 1982. En 2012, le prince William, duc de Cambridge, second dans l'ordre de succession au trône, visite le pays en compagnie de son épouse Catherine Middleton ; il s'agit de la première visite royale en trente ans.

## Liste des monarques tuvaluans
| No | Portrait     | Nom                                             | Début de règne   | Fin de règne     |
| -- | ------------ | ----------------------------------------------- | ---------------- | ---------------- |
| 1  | Élisabeth II | Élisabeth II (21 avril 1926 – 8 septembre 2022) | 1er octobre 1978 | 8 septembre 2022 |
| 2  | Charles III  | Charles III (né le 14 novembre 1948)            | 8 septembre 2022 | En cours         |

## Républicanisme
En 1995, le Premier ministre Kamuta Latasi fait retirer l'Union Jack britannique du drapeau des Tuvalu, afin de marquer la rupture entre les Tuvalu et le Royaume-Uni. Le Parlement envisage également de couper les liens entre le pays et la monarchie britannique, et d'instaurer une république. Toutefois, ce projet républicain n'aboutit pas, l'ancien drapeau est restauré en 1997, et Élisabeth II demeure reine des Tuvalu. Le Premier ministre Ionatana Ionatana (1999-2000), décédé en 2000, était également pro-républicain.

### Référendum de 1986
En février 1986, un référendum est organisé pour demander aux Tuvaluans si le pays devait rester une monarchie constitutionnelle avec la reine comme chef d'État ou devenir une république. Seul un atoll approuve la proposition républicaine, tandis que plus de 90 % des électeurs se prononcent en faveur du maintien de la monarchie.

### Référendum de 2008
En 2008, le Premier ministre Apisai Ielemia organise un nouveau référendum au sujet du maintien de la monarchie. Malgré un faible taux de participation, les votants optent à 65 % de conserver la monarchie,. Par conséquent, l'État conserve sa forme monarchique et Élisabeth II reste reine des Tuvalu, comme avant le référendum.

### Opinion publique
Un sondage réalisé par Michael Ashcroft avant le couronnement de Charles III en mai 2023 révèle que 71 % des Tuvaluans soutiennent le maintien de la monarchie, contre 26 % en faveur d'un régime républicain, soit le résultat le plus élevé dans les royaumes du Commonwealth. La grande majorité des personnes interrogées estiment en outre que le roi et la famille royale « se soucient beaucoup » des Tuvalu et que le roi « peut unir tous les habitants du pays, quel que soit leur vote ».